# خوسيه دي أرماس
خوسيه دي أرماس (بالإسبانية: José de Armas) مواليد 25 مارس 1981 في فلوريدا، الولايات المتحدة، هو لاعب كرة مضرب أمريكي بدأ مسيرته كمحترف سنة 1999 يلعب باليد اليمنى. أعلى تصنيف له في الفردي كان المركز الـ 236 في سنة 2003. شارك في دورة الألعاب الأولمبية الصيفية.

## روابط خارجية
- خوسيه دي أرماس على موقع رابطة محترفي التنس (الإنجليزية)
- خوسيه دي أرماس على موقع الاتحاد الدولي لكرة المضرب (الإنجليزية)
- خوسيه دي أرماس على موقع كأس ديفيز (الإنجليزية)
- خوسيه دي أرماس على موقع خلاصة التنس.كوم (الإنجليزية)
- خوسيه دي أرماس على موقع أوليمبيديا (الإنجليزية)